# Xã Orange, Quận Pawnee, Kansas
Xã Orange (tiếng Anh: Orange Township) là một xã thuộc quận Pawnee, tiểu bang Kansas, Hoa Kỳ. Năm 2010, dân số của xã này là 43 người.